# Фреганка
Фреганка — деревня в Усть-Ишимском районе Омской области. Входит в состав Усть-Ишимского сельского поселения.

## История
Основана в 1906 году. В 1926 году деревня состояла из 24 хозяйств, основное население — русские. В административном отношении находилась в составе Усть-Ишимского сельсовета Усть-Ишимского района Тарского округа Сибирского края.

## Население
| 1926 | 2010 |
| ---- | ---- |
| 136  | ↘14  |

## Улицы
В деревне имеется одна улица — Дачная.